# ستاد جنگ‌های نامنظم
ستاد جنگ‌های نامنظم سازمان نظامی چریکی در ایران بود، که پس از وقوع انقلاب ۱۳۵۷ توسط مصطفی چمران تاسیس شد. ستاد مرکزی این سازمان در سالهای نخست جنگ ایران و عراق، در اهواز مستقر بود و مسئولیت طراحی و اجرای عملیات‌های محدود علیه نیروهای ارتش عراق را برعهده داشت. فرماندهی ستاد جنگ‌های نامنظم از ابتدای تاسیس، با مصطفی چمران، وزیر دفاع وقت بود.
پس از درگذشت چمران در بهار ۱۳۶۰ ستاد جنگ‌های نامنظم نیز منحل گردید، گرچه ۳ سال بعد، قرارگاه جدیدی با نام قرارگاه رمضان در کرمانشاه، برای انجام جنگ‌های نامنظم برپا شد، که هدف عمده آن نفوذ در خاک عراق و انجام عملیات‌های نامنظم در کردستان عراق بود. اوج فعالیت‌های ستاد جنگ‌های نامنظم به سال نخست جنگ ایران و عراق بازمی‌گردد، که بیش از ۳ هزار نفر در آن عضویت داشتند. شمار زیادی از اعضای این سازمان، پس از انحلال آن، به سپاه پاسداران یا بسیج پیوستند.